# Rex Mays
Rex Mays, född den 10 mars 1913 i Riverside, Kalifornien, USA, död den 6 november 1949 i Del Mar, Kalifornien, USA, var en amerikansk racerförare.

## Racingkarriär
Mays är den förare som vunnit pole position flest gånger i Indianapolis 500, utan att ha vunnit tävlingen. Han hade sina bästa säsonger 1940 och 1941, då han vann det nationella mästerskapet två år i rad, samt slutade tvåa i Indianapolis 500 bägge dessa år. Sedan kom andra världskriget, vilket hindrade racing i några år. Mays kom dock tillbaka och satte snabbaste kvaltid i Indy 500 1948, men segern där skulle gå honom om intet. Mays avled 1949 efter en krasch i ett mästerskapslopp på Del Mar Speedway i Kalifornien.